# Дом Файнберга (Иркутск)
Дом Файнберга — историческая постройка конца XIX — начала XX века, расположенная в центре Иркутска на углу улицы Халтурина и переулка Гусарова.

## История

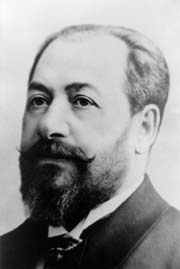
Исай Матвеевич Файнберг

В 1873 году иркутский купец первой гильдии и почётный гражданин Исай Матвеевич Файнберг (1846—1923) купил усадьбу на углу улиц Медведниковской и Толкучей (ныне улица Халтурина и переулок Гусарова). В пожаре 1879 года эта усадьба сгорела.
2 мая 1900 года И. М. Файнберг обратился в городскую управу за разрешением на строительство. В этом заявлении не конкретизируется, на что именно испрашивалось разрешение. Сведения об этом наличествуют в докладе Технического стола Иркутской городской управы: «В городскую управу поступило заявление первой гильдии купца Исая Матвеевича Файнберга о разрешении постройки каменных магазинов, каменных двухэтажных служб и деревянной двухэтажной пристройки к дому на принадлежащем ему месте земли по 2-й части на углу Медведниковской и Толкучей улиц».
По-видимому, в течение строительных работ было принято решение об изменении предназначения здания, поскольку 30 июля 1902 года И. М. Файнберг дал подписку заместителю начальника работ по строительству КБЖД К. Н. Симбергу на сдачу дома. Также в этом документе отмечалось, что хозяином обещается сданный в аренду «дом окончательно отделать не позже как к 1 октября 1902 года». По окончании строительства в здании разместились счётное, материальное и медицинское отделения Управления по постройке КБЖД, здесь же располагался аптечный склад.

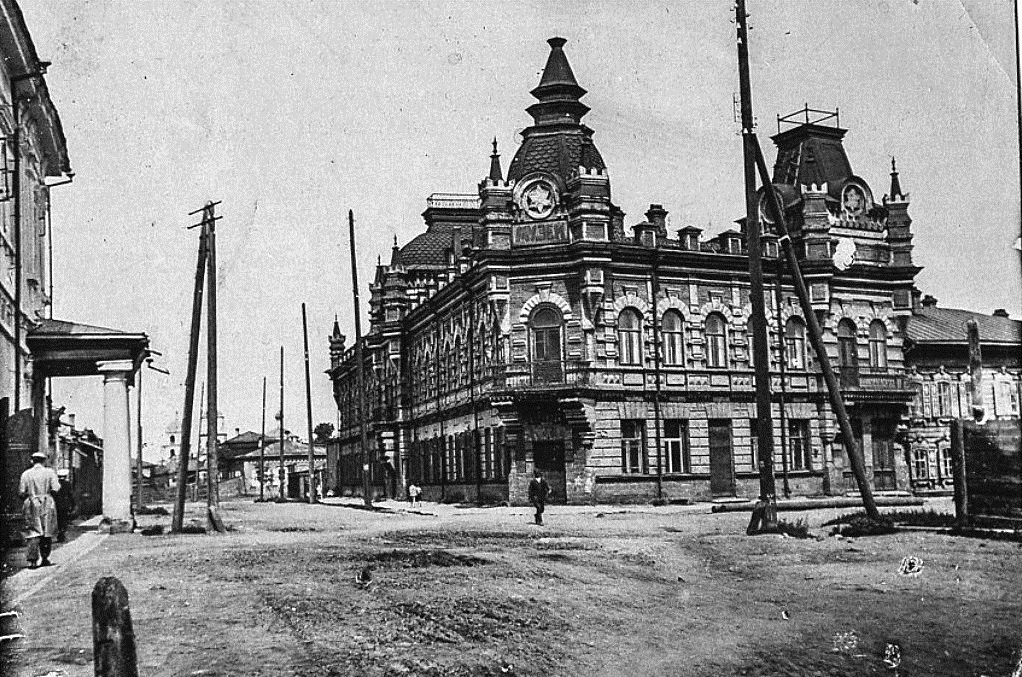

Затем, в период с 1905 по 1906 год, здание перешло в аренду под военные нужды. В частности, в доме разместился штаб Иркутского военного округа.
Судя по всему, в период нахождения города под контролем советской власти (декабрь — июль 1918 года), всю весну и до июля, в здании продолжал находиться сначала штаб иркутского военного округа, затем, с апреля, штаб Сибирского военного комиссариата.
В период контроля города белыми (июль 1918 года — декабрь 1919 года) в доме Файнберга располагался штаб Иркутского военного округа.
В 1923 году в доме разместились ряд отделов Иркутского областного краеведческого музея: геологический, зоологический и отдел искусства (до 1936 года). Здесь же находилась канцелярия музея. В сентябре 1931 года в эти же помещения с улицы Карла Маркса переехал музей революции.
В 1928—1933 годах в здании размещалось общежитие Иркутского мясокомбината.
Музей находился в здании до 1951 года. Затем дом был передан Иркутскому областному союзу потребительских обществ «Ироблпотребсоюз», кроме нескольких комнат внизу, которые занимали художники.
С 1975 года в здании разместился отдел теории и систем кибернетики, образованный при Сибирском энергетическом институте. В 1980 году отдел был реорганизован в самостоятельный институт — Иркутский вычислительный центр СО АН СССР. В мае 1985 года вычислительный центр переехал в Академгородок, освободив все помещения.
В 1984 году здание было отведено под библиотеку им. И. И. Молчанова-Сибирского. В том же году началась капитальная реставрация дома. Фактически библиотека разместилась в здании в 1989 году.